# Shirley Cotton
Shirley Cotton, född 17 oktober 1934, död 11 juli 2022, var en australisk friidrottare. Hon deltog vid olympiska sommarspelen 1956.